# 官場現形記
《官場現形記》， 晚清四大著作之一 ，共60回。作者李寶嘉（1867年－1906年），字伯元，號南亭亭長，江蘇武進人。本書體裁仿《儒林外史》，由一系列獨立人物故事連接而成，光绪二十九年（1903年）於《世界繁華報》連載，至光绪三十二年作者因肺病病故上海,《官場現形記》部份故事內容由朋友歐陽巨源補綴而成。該書直指封建官僚胥吏習性與官場黑暗腐敗，竟至驚動朝廷。魯迅在《中國小說史略》中稱《官場現形記》與劉鶚的《老殘遊記》、吳趼人的《二十年目睹之怪現狀》、曾樸的《孽海花》為「晚清四大譴責小說」。
| 晚清四大谴责小说 | 晚清四大谴责小说   |
| 作者             | 作品               |
| ---------------- | ------------------ |
| 刘鹗             | 老残游记           |
| 李寶嘉           | 官場現形記         |
| 吳趼人           | 二十年目睹之怪現狀 |
| 曾樸             | 孽海花             |

## 簡介
全書由几十個独立的中篇故事构成，全書沒有中心人物，前面出现过的人物，可能後面就不会再出现。有些姓名是可考的，如华中堂即荣禄，黑大叔即李莲英，都是历史上的人物。华中堂回答贾大少爷说：“多碰头，少说话，是做官的秘诀。”大学士曹振镛和曾國藩都說過，可知是清季的官場文化。本書第一回寫赵温中举，赵家设宴庆贺，熱鬧了幾天。赵家请來王孝廉、王乡绅撑门面，又求他们带赵温进京会试开开眼界。赵温进京会考，考前拜见老师吴赞善。赵温只拿了二两銀子給老师，这个吴老师嫌少，於是不再帮忙了，赵温的會試就落榜。最后趙溫只好在京城里花钱捐了個官，托徐都老爷写推荐信，做了中书。赵温身边的钱典史也在盟弟胡明理的帮助下，出了一百两银子，得到徐都老爷的推荐信，赶往江西，於是故事转到江西黄知府。趙溫的故事只是個引子，后来趙溫就没下文。清代捐钱买官的文化盛行，為歷朝僅見，但名义上的官很多，实际上的职位少。华中堂就在京城开古董店，专门经营卖官生意。第三回寫钱典史在黄知府的差役戴升的活动下，谋得了支应局收支委员的好差使。黄道台升了道台后，因前案子被人告發，最後花一万两银子疏通，最後安然无恙。第四回以後，钱典史又沒下文。第四回写江西何藩台和他的三弟“三荷包”，用二千两银子，买得一位军机大臣给山东巡抚的一张八行书，到山东省做了胶州知府。第七回到第十一回，寫山东官员陶子尧拿了朝廷两万银子，被派到上海买外国机器，結果人一到上海就被骗子魏翩仞带到四马路花天酒地，被騙幾萬兩銀。幸好有山东试用府吏周果甫獻策，請洋人出面協調，此事才有驚無險。周果浦因得陶子堯谢礼，前往浙江，协助浙江巡抚刘中远办洋务。周果甫与刘中丞的助手戴大理不和，彼此互相拆台。
第十二回寫浙江统领胡化若奉命赴严州剿匪，却兼程进军，纵容兵丁“洗灭村庄，奸淫妇女”。百姓向县官伸冤，县首却驳回百姓的申诉。李寶嘉蒐集了當時流傳的話柄，然後盡情的謾罵，如：“初次出来做官的人，没有经过风浪，见了上司下来的札子，上面写着什么‘违干’、‘未便’、‘定予严参’，一定要吓得慌做一团……”。胡統領還虚报粮饷，冒领功劳。因为与地方官分赃不均，引起了内讧，周果甫暗地里找人上北京揭發，此事驚動了朝廷。第十八回寫御史因剿匪一事弹劾刘中远，清廷派欽差查案，兩名钦差抓了很多官员，他們自稱是“只拉弓，不放箭”，然后就谈價碼，一开口就是两百万。第二十五回寫浙江粮道贾筱芝（假孝子）用六千两银子买得一个密保，升任河南按察使。贾筱芝的大少爺贾润孙，趁著黄河决堤之之際，伪造军机大臣周中堂给贾筱芝的信，謀得河臺委派下游總辦一職，一共赚了十几万两银子，又进京谋职。
第三十回寫炮船管帶冒得官犯了过
失，为求上司羊统领包涵，將自己的女儿作为礼物，送给羊统领做第九個小老婆。第三十六回写湖广总督旗人湍多欢，有十二个姨太太，人称“十二金钗”。得宠的九姨太与十二姨太先后插手卖官捞钱。唐二乱子通过湍制台的十二姨太，成了新委银元局总办。第四十二回寫湍总督调任直隶总督，湖北巡抚贾世問抚台升署，担任制台 。贾世問有二大绝技，一是画梅，二是寫字，下属便借此来奉承他。第四十六回寫钦差童子良前来湖北清查财政，他脾氣不好，讨厌洋货，但因病抽上了鸦片。有人对他开玩笑说：“这是洋烟，你为什么抽?”但下面的人改称鴉片为云南土熬，他就繼續享用。第四十八回主要写安徽候补知府刁迈彭，善于逢迎巴结。第五十二回寫徐中堂女婿尹子崇为了填补吃喝嫖赌欠下的債務，打著老丈人的名義，将安徽矿产卖给洋人。
整本書中幾無善良角色，只有壞人，但壞人又都有做坏事的理由；至于官员失职或犯罪，都能用钱化解。连書中慈禧太后也承认“通天底下一十八省，哪里来的清官”。正如卷首有茂苑惜秋生序曰：“種種荒謬，種種乖戾，雖罄筆墨，不能書也！”

## 評價
《官場現形記》為晚清四大譴責小說之一。李锡奇说：“所写种种，大都实有其人，实有其事。惟都不用真名，而所用假名亦皆有寓意。”鲁迅说：“特缘时势要求，得此为快，故《官场现形记》乃骤享大名。”
本書急於表現當時時代特色，著重揭露官僚的“齷齪卑鄙”，在內容上少了細緻的修飾，人物典型化，描寫過於渲染誇張、筆無藏鋒，內容顯得不夠耐人尋味。其劇情大同小異，寫之又寫，難免雜沓重複；又因隨寫隨刊，結構仿《儒林外史》，因而顯得雜亂散漫。

## 延伸阅读
[在维基数据编辑]
 在维基文库阅读本作品原文

## 相關鏈接
- 官場現形記 作者：李寶嘉（页面存档备份，存于）
- 大塚秀高：〈关于《官场现形记》的海盗版（页面存档备份，存于）〉。